# 윤문석
윤문석(尹紋錫, 1951년 7월 26일 ~ )은 대한민국의 기업인이다. 한국오라클 회장, 한국베리타스 사장, 시만텍코리아 대표, VM웨어코리아 지사장 등을 역임했다. 한국오라클을 국내 데이터베이스 업계 1위로 올려놓은 주역으로 평가받는다.

## 약력
- 2010년 12월: VM웨어코리아 지사장
- 2008년 12월: 한국테라데이타 대표
- 2005년 1월: 한국베리타스 사장
- 2004년 10월: 한국오라클 회장
- 2000년 6월: 한국오라클 대표이사
- 1993년 3월: 한국오라클 영업본부 이사
- 1977년 - 1993년: (주)대우

## 학력
- 경복고등학교 졸업
- 서울대학교 공과대학 응용물리학과 졸업